# ونزيرف
قرية ونزيرف منطقة جبلية تقع في ليبيا

## مقدمة
قرية ونزيرف هي قرية من قرى الرحيبات في جبل نفوسة بليبيا، حيث أنها تقع على بعد حوالي 200 كيلومتر جنوب غرب مدينة طرابلس العاصمة وبين واديين وادي أوجنّت شرقاً ووادي أبو غنداس غرباً ومن الشمال نهاية وادي قويام الذي ينحدر من وادي أمسين ومن الجنوب تحدها الظاهر.

## معنى كلمة ونزيرف
معنى كلمة تيونزيرف بالأمازيغية هي أهل الزيت. فمعنى كلمة زيرف في اللغة الأمازيغية تعني الحوض الذي يتم فيه عصر الزيتون داخل المعصرة. أما الشطر الأول من هذه الكلمة فهي تعني بالأمازيغية أهل أو ملكية الشي. سميت كذلك بسبب كثر أشجار الزيتون ومما نتج عنها كثر المعاصر وكانت تشتهر أيضاً بأحواض وعيون المياه الطبيعية في ذلك الوقت من عين أُوجِنّت واجلازن وغيرها.

## تاريخ ونزيرف
مرت القرية بعدة مراحل تاريخية منذ نشأتها وتطورها حيث كان عدد انتقالاتها الحوالي أربعة، فقد تنقلت من مكان لأخر في تلك المنطقة لغرض الحماية شأنها كشأن باقي القرى. ففي المراحل الأولى كان سكان ونزيرف يعتمدون على اتخاذ الكهوف (الغيران) داخل منازلهم سكن لهم على منحدرات الوديان لتأمين الأمن في تلك الفترة لأنها كانت توفر الامان لهم وتقييهم من حر الصيف وبرد الشتاء. وفي المراحل التالية كانوا سكان المنطقة يعتمدون على المواد الطبيعية كالحجارة والطين والجبس في بناء بيوتهم وأغصان وجذوع أشجار الزيتون والنخيل للأسقف. قاموا الأمازيغ ببناء هذه البيوت بالسفح بجوار حافة الجبل متخدة منها تحصينات طبيعية تاركة أثارها حتى الآن. كانوا سكان القرية يقومون بتخزين الحبوب والزيتون والزيت داخل مخزن يسمى بمخزن التموين أو القصر الذي لايزال موجود بقاياه حتى الآن على وادي قويام تقابله في أسفل عين أجلازن وسط واحة صغيرة من النخيل. يفصل القصر عن القرية خندق عميق لحمايتها وحمايته من المهاجمين، حيث أن له مدخل شرقي ويتكون من طابقين. كانوا سكان ونزيرف يستعمله حتى أواخر السيتنات من القرن التاسع عشر أي في عهد الدولة العثمانية، ثم بعد ذلك تم تدميره جزئياً بأمر من الدولة العثمانية لأن القصر أصبح مخابئ للثوار في الجبل ضد الحكم العثماني. مما اطر أهل القرية بناء الأبراج أو الكَاْمُورْ على أسطح منازلهم كمخزن للطعام. من أشهر معالم القرية القديمة تواجد جامع امحمد أبو الخيرات الونزيرفي الأندلسي (جامع الخربة) وجامع الزحليقة الذي لم يتبق منه سوى القليل وجامع المبروك وكذلك معصرة الدبالة.

## الزراعة في ونزيرف
لا تزال قرية ونزيرف كغيرها من القرى الأخرى تتميز بزراعة شجر الزيتون بداخلها وخارجها، خارجها بمنطقة تسمى بالظاهر حيث يزرع فيها شجر الزيتون وبعض أنواع الأشجار الأخرى كاللوزيات والتين (فاكهة الكرموس).

## علماء ومشايخ
من أشهر علماء القرية هو الشيخ امحمد (أبو محمد) عبد الله أبو الخيرات الونزيرفي (الأندلسي). ينتسب لقرية ونزيرف ويعتبر من المعمرين في هذه القرية حيث أنه قد توفي وعمره يناهز المائة وعشرون عام. درس في مدرسة أبي ذر أبان وسيم الويغوي. كان هذا الشيخ من أبرز شيوخ الجبل ومن كبار علماء المنطقة وكانت تضرب به الأمثال فقيل فيه: من ضيع كتاباً كمن ضيع خمسة عشر عالماً مثل عبد الله أبو الخيرات. هذا يدل على أن هذا الشيخ بلغ من العلم درجة عالية من النضوج العلمي والثقافي. على الرغم من المكانة العلمية والاجتماعية التي بلغها إلا أنه كان دائم الاستعداد من أجل زيادة معارفه. درس تحت يديه العديد من العلماء. تولى حكم الجبل في زمن الدولة الرستمية بعد معركة مانو باتفاق مشايخ الجبل فهو اخر من تولى الحكم قبل سقوطها، كما مارس مهنة القضاء في تلك الفترة. يوجد بالقرية مسجد ما زال يحمل اسمه وهو في حالة جيدة لاهتمام أهل ونزيرف به.

## ونزيرف الحديثة
في القرية حالياً العديد من المنازل ذات طابع حديث وجامعين ومدرسة ابتدائية واعدادية للبنين والبنات تسمى بمدرسة ونزيرف وبريد صغير خاص بالقرية وشبكة طرق جيدة.
الحياة العلمية في جبل نفوسة - محمود كوردي
موقع ونزيرف 
‌